# Hans Leifhelm
Hans Leifhelm (* 2. Februar 1891 in Mönchengladbach; † 1. März 1947 in Riva del Garda) war ein österreichischer Lyriker. Er publizierte auch unter den Pseudonymen Hermann Brinckmeyer und Konrad Overstolz.

## Leben
Hans Leifhelm besuchte das Stiftsche Humanistische Gymnasium und bestand sein Abitur 1911. Ein Studium der Medizin in Straßburg brach er aus finanziellen Gründen ab. Auch sein Studium der Staatswissenschaften an der Universität Innsbruck, Wien und Berlin blieb zunächst ohne Abschluss. Im Ersten Weltkrieg diente Leifhelm in einer Schreibstube. 1917 heiratete er in erster Ehe die Grazerin Sophie Hennicke (1890–1945) und wurde Vater seiner Tochter Elfriede (1917–1997). 1918 setzte Leifhelm, materiell unterstützt von Carl Sonnenschein, sein Studium in Bonn und Heidelberg fort, er promovierte in Heidelberg zum Thema Die Lohnarbeiter bei den Preußisch-hessischen Staatseisenbahnen, ihre Lage und Organisation. 1919 war er als Redakteur an der Münchner Kunstzeitschrift „Wieland“ tätig, 1923 wurde er Berufsberater und bald Leiter des Arbeitsamtes Graz, 1930 Berufsberater im Arbeitsamt Dortmund. 1933 kehrte er nach Graz zurück und war von 1934 bis 1938 als freier Schriftsteller und Herausgeber der „Deutschen Bergbücherei“ tätig. Leifhelms Lyrik zeichnet sich durch tief empfundenes Naturgefühl und strenge Form aus. 1933 wurde er Mitglied der Vereinigung sozialistischer Schriftsteller.
Leifhelm sah die NS-Begeisterung seines Freundes Heinrich Lersch kritisch, seine von ihm 1933 geschiedene Frau Sophie starb 1945 als Kommunistin im KZ. Er heiratete 1936 die Grazerin Fernande Prissée. 1939–1942 lehrte Leifhelm als Nachfolger seines Freundes Felix Braun an der Universität in Padua. In seinen letzten Lebensjahren lebte der Lyriker in großer Armut, er starb betreut durch die Lehrerin Beppina Mazzi und durch Paula Sack nach längerem Siechtum an Enzephalitis.
Im Jahr 1954 wurde in Wien-Penzing (14. Bezirk) die Leifhelmgasse nach ihm benannt, in Mönchengladbach 1963 ein Neubaugebiet mit Namen Leifhelmstraße.

## Werke
- An des Abgrunds schmalem Saume : Gedichte, Erzählungen und Essays, hrsg. von Ralf Georg Czapla, Berlin : Quintus-Verlag, 2022, ISBN 978-3-96982-037-7
- Sämtliche Gedichte, hrsg. von Norbert Langer, Salzburg : O. Müller, 1955
- Gesammelte Prosa, hrsg. von Norbert Langer, Salzburg : O. Müller, 1957
- Die grüne Steiermark, hrsg. u. mit e. Nachwort versehen von Erich Gschwend, Graz : Leykam, 1953